# Marokkó az 1996. évi nyári olimpiai játékokon
Marokkó az egyesült államokbeli Atlantában megrendezett 1996. évi nyári olimpiai játékok egyik részt vevő nemzete volt. Az országot az olimpián 7 sportágban 34 sportoló képviselte, akik összesen 2 érmet szereztek.

## Érmesek
| Érem  | Versenyző      | Sportág  | Versenyszám    |
| ----- | -------------- | -------- | -------------- |
| Bronz | Khalid Boulami | Atlétika | Férfi 5000 m   |
| Bronz | Salah Hissou   | Atlétika | Férfi 10 000 m |

## Atlétika
Férfi
| Versenyző               | Versenyszám    | Előfutam      | Előfutam      | Előfutam      | Elődöntő | Elődöntő | Elődöntő | Döntő    | Döntő    |
| Versenyző               | Versenyszám    | Idő           | Hely.         | Össz.         | Idő      | Hely.    | Össz.    | Idő      | Helyezés |
| ----------------------- | -------------- | ------------- | ------------- | ------------- | -------- | -------- | -------- | -------- | -------- |
| Lahlou Ben Younès       | 800 m          | 1:45,85       | 1.            | 8.*           | 1:43,99  | 1.       | 4.       | 1:45,52  | 8.       |
| Driss Maazouzi          | 1500 m         | 3:37,08       | 4.            | 7.            | 3:34,35  | 6.       | 6.       | 3:39,65  | 10.      |
| Hisám el-Gerúzs         | 1500 m         | 3:37,66       | 1.            | 10.           | 3:35,29  | 1.       | 10.*     | 3:40,75  | 12.      |
| Rachid El-Basir         | 1500 m         | 3:42,85       | 5.            | 36.           | kiesett  | kiesett  | kiesett  | kiesett  | kiesett  |
| Khalid Boulami          | 5000 m         | 13:54,72      | 5.            | 15.           | 13:29,72 | 6.       | 6.       | 13:08,37 |          |
| Brahim Lahlafi          | 5000 m         | 13:51,25      | 2.            | 1.            | 13:27,73 | 3.       | 3.       | 13:13,26 | 8.       |
| Smail Sghyr             | 5000 m         | 14:02,71      | 1.            | 21.           | 14:04,23 | 5.       | 19.      | 13:22,89 | 11.      |
| Salah Hissou            | 10 000 m       | 27:53,32      | 5.            | 5.            |          |          |          | 27:24,67 |          |
| Khalid Skah             | 10 000 m       | 28:23,21      | 6.            | 16.           |          |          |          | 27:46,98 | 7.       |
| Larbi Zéroual           | 10 000 m       | nem ért célba | nem ért célba | nem ért célba |          |          |          | kiesett  | kiesett  |
| Abdel Kader El-Mouaziz  | Maraton        |               |               |               |          |          |          | 2:20:39  | 44.      |
| Abderrahim Ben Redouane | Maraton        |               |               |               |          |          |          | 2:30:49  | 84.      |
| Ali Ettounsi            | Maraton        |               |               |               |          |          |          | 2:36:01  | 98.      |
| Brahim Boulami          | 3000 m akadály | 8:30,97       | 3.            | 11.           | 8:20,43  | 5.       | 5.       | 8:23,13  | 7.       |
| Hicham Bouaouiche       | 3000 m akadály | 8:31,97       | 5.            | 20.           | 8:27,76  | 4.       | 12.      | 8:46,22  | 11.      |
| Abdel Aziz Sahère       | 3000 m akadály | 8:26,79       | 1.            | 1.            | 8:33,90  | 8.       | 17.      | kiesett  | kiesett  |

Női
| Versenyző    | Versenyszám | Előfutam | Előfutam | Előfutam | Negyeddöntő | Negyeddöntő | Negyeddöntő | Elődöntő | Elődöntő | Elődöntő | Döntő   | Döntő    |
| Versenyző    | Versenyszám | Idő      | Hely.    | Össz.    | Idő         | Hely.       | Össz.       | Idő      | Hely.    | Össz.    | Idő     | Helyezés |
| ------------ | ----------- | -------- | -------- | -------- | ----------- | ----------- | ----------- | -------- | -------- | -------- | ------- | -------- |
| Zohra Ouaziz | 5000 m      | 15:55,03 | 9.       | 29.      | kiesett     | kiesett     | kiesett     | kiesett  | kiesett  | kiesett  | kiesett | kiesett  |

* - egy másik versenyzővel azonos eredményt ért el

## Birkózás
Kötöttfogású
| Versenyző           | Versenyszám | 32-es főtábla                | Nyolcaddöntő      | Negyeddöntő       | Elődöntő          | Vigaszág 2. kör                     | Vigaszág 3. kör   | Vigaszág 4. kör   | Vigaszág 5. kör   | Vigaszág 6. kör   | Bronz- mérkőzés   | Döntő             | Helyezés |
| Versenyző           | Versenyszám | Ellenfél Eredmény            | Ellenfél Eredmény | Ellenfél Eredmény | Ellenfél Eredmény | Ellenfél Eredmény                   | Ellenfél Eredmény | Ellenfél Eredmény | Ellenfél Eredmény | Ellenfél Eredmény | Ellenfél Eredmény | Ellenfél Eredmény | Helyezés |
| ------------------- | ----------- | ---------------------------- | ----------------- | ----------------- | ----------------- | ----------------------------------- | ----------------- | ----------------- | ----------------- | ----------------- | ----------------- | ----------------- | -------- |
| Anwar Kandafil      | 68 kg       | Biszer Georgiev (BUL) · 0–10 |                   |                   |                   | Colin Daynes (CAN) · 4–5            | kiesett           | kiesett           | kiesett           | kiesett           | kiesett           |                   | 19.      |
| Aziz Khalfi         | 74 kg       | Jaroslav Zeman (CZE) · 0–7   |                   |                   |                   | Józef Tracz (POL) · 2–9             | kiesett           | kiesett           | kiesett           | kiesett           | kiesett           |                   | 15.      |
| Abdel Aziz Essafoui | 90 kg       | Jacek Fafiński (POL) · 0–4   |                   |                   |                   | Moustafa Ramada Hussain (EGY) · 0–4 | kiesett           | kiesett           | kiesett           | kiesett           | kiesett           |                   | 22.      |
| Mohamed Basri       | 100 kg      | Stipe Damjanović (CRO) · 0–6 |                   |                   |                   | Nonomura Takasi (JPN) · 0–10        | kiesett           | kiesett           | kiesett           | kiesett           | kiesett           |                   | 17.      |
| Rashid Bel Aziz     | 130 kg      | Tomas Johansson (SWE) · 0–8  |                   |                   |                   | Omrane Ayari (TUN) · 2–4            | kiesett           | kiesett           | kiesett           | kiesett           | kiesett           |                   | 17.      |

## Cselgáncs
Férfi
| Versenyző                   | Versenyszám | Selejtező         | 32-es főtábla              | Nyolcaddöntő                | Negyeddöntő       | Elődöntő          | Vigaszág első kör | Vigaszág negyeddöntő | Vigaszág elődöntő | Bronz- mérkőzés   | Döntő             | Helyezés |
| Versenyző                   | Versenyszám | Ellenfél Eredmény | Ellenfél Eredmény          | Ellenfél Eredmény           | Ellenfél Eredmény | Ellenfél Eredmény | Ellenfél Eredmény | Ellenfél Eredmény    | Ellenfél Eredmény | Ellenfél Eredmény | Ellenfél Eredmény | Helyezés |
| --------------------------- | ----------- | ----------------- | -------------------------- | --------------------------- | ----------------- | ----------------- | ----------------- | -------------------- | ----------------- | ----------------- | ----------------- | -------- |
| Abdel Ouahed Idrissi Chorfi | Légsúly     | erőnyerő          | Rusztam Bokijev (TJK) · GY | Alisher Mukhtarov (UZB) · V | kiesett           | kiesett           |                   |                      |                   |                   |                   | 17.      |
| Adil Bel Gaid               | Váltósúly   | erőnyerő          | Gastón García (ARG) · V    | kiesett                     | kiesett           | kiesett           |                   |                      |                   |                   |                   | 21.      |
| Adil Kaaba                  | Középsúly   | erőnyerő          | Pablo Elisii (ARG) · V     | kiesett                     | kiesett           | kiesett           |                   |                      |                   |                   |                   | 21.      |

## Ökölvívás
| Versenyző       | Versenyszám | Selejtező                    | Nyolcaddöntő                 | Negyeddöntő                    | Elődöntő          | Döntő             | Helyezés |
| Versenyző       | Versenyszám | Ellenfél Eredmény            | Ellenfél Eredmény            | Ellenfél Eredmény              | Ellenfél Eredmény | Ellenfél Eredmény | Helyezés |
| --------------- | ----------- | ---------------------------- | ---------------------------- | ------------------------------ | ----------------- | ----------------- | -------- |
| Hamid Berhili   | Papírsúly   | Alfred Tetteh (GHA) · 10–5   | Yang Xiangzhong (CHN) · 14–9 | Mansueto Velasco (PHI) · 10–20 | kiesett           | kiesett           | 7.       |
| Mohamed Zbir    | Légsúly     | Boniface Mukuka (ZAM) · 4–11 | kiesett                      | kiesett                        | kiesett           | kiesett           | 17.      |
| Hisám Náfíl     | Harmatsúly  | Marcos Vernal (COL) · 16–3   | Johnny Nolasco (DOM) · 18–6  | Khadpo Vichai (THA) · 4–13     | kiesett           | kiesett           | 7.       |
| Mohamed Achik   | Pehelysúly  | Robbie Peden (AUS) · 7–13    | kiesett                      | kiesett                        | kiesett           | kiesett           | 17.      |
| Kabil Lahsen    | Váltósúly   | Luis Hernández (ECU) · 18–9  | Daniel Santos (PUR) · 4–16   | kiesett                        | kiesett           | kiesett           | 9.       |
| Mohamed Mesbahi | Középsúly   | Tomasz Borowski (POL) · 6–9  | kiesett                      | kiesett                        | kiesett           | kiesett           | 17.      |

## Súlyemelés
| Versenyző           | Versenyszám | Szakítás | Szakítás | Lökés    | Lökés    | Összesen | Helyezés |
| Versenyző           | Versenyszám | Eredmény | Helyezés | Eredmény | Helyezés | Összesen | Helyezés |
| ------------------- | ----------- | -------- | -------- | -------- | -------- | -------- | -------- |
| Moustafa Buihamghet | 59 kg       | 90,0     | 18.      | 120,0    | 16.      | 210,0    | 16.      |

## Tenisz
Férfi
| Versenyző   | Versenyszám | 64-es főtábla                | 32-es főtábla     | Nyolcaddöntő      | Negyeddöntő       | Elődöntő          | Bronz- mérkőzés   | Döntő             | Helyezés |
| Versenyző   | Versenyszám | Ellenfél Eredmény            | Ellenfél Eredmény | Ellenfél Eredmény | Ellenfél Eredmény | Ellenfél Eredmény | Ellenfél Eredmény | Ellenfél Eredmény | Helyezés |
| ----------- | ----------- | ---------------------------- | ----------------- | ----------------- | ----------------- | ----------------- | ----------------- | ----------------- | -------- |
| Hisám Arázi | Egyes       | Marc Rosset (SUI) · 2–6, 3–6 | kiesett           | kiesett           | kiesett           | kiesett           | kiesett           | kiesett           | 33.      |

## Torna
Női
| Versenyző        | Versenyszám      | Selejtező | Selejtező | Döntő    | Döntő    |
| Versenyző        | Versenyszám      | Pontszám  | Helyezés  | Pontszám | Helyezés |
| ---------------- | ---------------- | --------- | --------- | -------- | -------- |
| Naima El-Rhouati | Talaj            | 17,387    | 91.       | kiesett  | kiesett  |
| Naima El-Rhouati | Ugrás            | 18,337    | 81.       | kiesett  | kiesett  |
| Naima El-Rhouati | Felemás korlát   | 17,449    | 88.       | kiesett  | kiesett  |
| Naima El-Rhouati | Gerenda          | 14,681    | 92.       | kiesett  | kiesett  |
| Naima El-Rhouati | Egyéni összetett | 67,854    | 74.       | kiesett  | kiesett  |